# エレナ・ヤンコビッチ
エレナ・ヤンコビッチ（Jelena Janković, セルビア語: Јелена Јанковић, 1985年2月28日 - ）は、セルビア・ベオグラード出身の女子プロテニス選手。2008年全米オープン女子シングルス準優勝者。2007年ウィンブルドン選手権混合ダブルスで、ジェイミー・マリー（イギリス）とペアを組んだ優勝がある。これまでにWTAツアーでシングルス15勝、ダブルス2勝を挙げている。WTAランキング自己最高位はシングルス1位、ダブルス19位。身長177cm、体重59kg。右利き、バックハンド・ストロークは両手打ち。

## 来歴
ヤンコビッチは兄の勧めにより、9歳半という比較的遅い年齢からテニスを始めた。2001年から女子テニス国別対抗戦・フェドカップのセルビア・モンテネグロ代表選手になる。故国が多難な歴史をたどる中、ヤンコビッチは2004年アテネ五輪のセルビア・モンテネグロ代表選手に選ばれたが、女子シングルス1回戦でコロンビア代表のファビオラ・ズルアガに敗れた。アテネ五輪の3ヶ月前、2004年5月にハンガリー・ブダペストの大会でツアー初優勝を果たす。2005年度は3つの大会で決勝に進出したが、いずれも準優勝で止まった。
ヤンコビッチの4大大会挑戦は、2003年全豪オープンから始まる。この大会では予選3試合を勝ち抜き、本戦2回戦でアマンダ・クッツァー（南アフリカ共和国）に挑戦した。それからしばらく予選敗退が続いたが、2004年の全豪オープンから本戦に直接出場できる力をつけた。2005年はウィンブルドンと全米オープンの2大会連続で3回戦に進出し、徐々に実力を上げる。2006年のウィンブルドン3回戦で、エレナ・ヤンコビッチは大会前年優勝者のビーナス・ウィリアムズを 7-6, 4-6, 6-4 で破ったが、続く4回戦でロシアのアナスタシア・ミスキナに敗れた。同年の全米オープンで、ヤンコビッチは初めての4大大会女子シングルス準決勝進出を果たす。3回戦ではチェコの17歳ニコル・バイディソバ、4回戦では2004年度の優勝者スベトラーナ・クズネツォワ、初進出の準々決勝ではエレーナ・デメンチェワを破って勝ち進んだが、準決勝でジュスティーヌ・エナン・アーデンに 6-4, 4-6, 0-6 で逆転負けした。
2007年のシーズンに入ると、ヤンコビッチは女子ツアーで年間4勝をマークし、世界ランキングでも大きく躍進した。同年の全仏オープンでも初の準決勝進出を決めたが、ここでもエナンに敗れた。この大会では、ライバルのアナ・イバノビッチが女子シングルス準優勝者になった。続くウィンブルドンで、ヤンコビッチはジェイミー・マリー（アンディ・マリーの兄）と混合ダブルスのペアを組み、決勝でヨナス・ビョルクマン（スウェーデン）&アリシア・モリク（オーストラリア）組を 6-4, 3-6, 6-1 で破って初優勝した。
2008年全豪オープン準決勝で、第3シードのヤンコビッチはマリア・シャラポワに 3-6, 1-6 で敗れた。これで彼女はウィンブルドンを除く4大大会でシングルスのベスト4に入ったことになる。同年の全仏オープン準決勝では、ヤンコビッチとイバノビッチによる「セルビア対決」が実現し、ヤンコビッチはイバノビッチに 4-6, 6-3, 4-6 で敗れた。2か月後の8月11日、ヤンコビッチは初めて世界ランキング1位の座についた。全米オープンでは第2シードから初の4大大会決勝戦に進出したが、セリーナ・ウィリアムズに 4-6, 5-7 で敗れて準優勝に終わった。
セルビア・モンテネグロの分離により、エレナ・ヤンコビッチは現在「セルビア」国籍でプレーしている。

## その他の活動
ヤンコビッチは現役大学生として、母国セルビアのメガトレンド大学で経済学を専攻している。2007年12月には、セルビア・ユニセフ協会よりユニセフ国内委員会大使に任命され、慈善活動やチャリティーなどを行っている。
2008年には彼女のツアーでの活動を収めたドキュメンタリー映画“JELENIN SVET”（邦訳:「エレナの世界」）が制作され、同年10月にセルビア国内で公開された。

## WTAツアー決勝進出結果

### シングルス: 36回 (15勝21敗)
| 大会グレード          | 大会グレード                 |
| 2008年以前            | 2009年以後                   |
| --------------------- | ---------------------------- |
| グランドスラム (0–1)  |                              |
| WTAファイナルズ (0–0) |                              |
| ティア I (4–2)        | プレミア・マンダトリー (1–2) |
| ティア I (4–2)        | プレミア5 (1–3)              |
| ティア II (2–4)       | プレミア (0–1)               |
| ティア III (1–2)      | インターナショナル (4–5)     |
| ティア IV ＆ V (2–1)  | インターナショナル (4–5)     |

| 結果   | No. | 決勝日         | 大会                 | サーフェス        | 対戦相手                               | スコア              |
| ------ | --- | -------------- | -------------------- | ----------------- | -------------------------------------- | ------------------- |
| 優勝   | 1.  | 2004年5月2日   | ブダペスト           | クレー            | マルチナ・スーハ                       | 7-6(7-4), 6-3       |
| 準優勝 | 1.  | 2005年3月5日   | ドバイ               | ハード            | リンゼイ・ダベンポート                 | 4-6, 6-3, 4-6       |
| 準優勝 | 2.  | 2005年6月12日  | バーミンガム         | 芝                | マリア・シャラポワ                     | 2-6, 6-4, 1-6       |
| 準優勝 | 3.  | 2005年10月2日  | ソウル               | ハード            | ニコル・バイディソバ                   | 5-7, 3-6            |
| 準優勝 | 4.  | 2006年8月13日  | ロサンゼルス         | ハード            | エレーナ・デメンチェワ                 | 3-6, 6-4, 4-6       |
| 優勝   | 2.  | 2007年1月6日   | オークランド         | ハード            | ベラ・ズボナレワ                       | 7-6(11-9), 5-7, 6-3 |
| 準優勝 | 5.  | 2007年1月12日  | シドニー             | ハード            | キム・クライシュテルス                 | 6-4, 6-7(1-7), 4-6  |
| 優勝   | 3.  | 2007年4月15日  | チャールストン       | クレー            | ディナラ・サフィナ                     | 6-2, 6-2            |
| 優勝   | 4.  | 2007年5月20日  | ローマ               | クレー            | スベトラーナ・クズネツォワ             | 7-5, 6-1            |
| 優勝   | 5.  | 2007年6月17日  | バーミンガム         | 芝                | マリア・シャラポワ                     | 4-6, 6-3, 7-5       |
| 準優勝 | 6.  | 2007年6月23日  | スヘルトーヘンボス   | 芝                | アンナ・チャクベタゼ                   | 6-7(2-7), 6-3, 3-6  |
| 準優勝 | 7.  | 2007年8月19日  | トロント             | ハード            | ジュスティーヌ・エナン                 | 6-7(3-7), 5-7       |
| 準優勝 | 8.  | 2007年9月23日  | 北京                 | ハード            | アグネシュ・サバイ                     | 7-6(9-7), 5-7, 2-6  |
| 準優勝 | 9.  | 2008年4月5日   | マイアミ             | ハード            | セリーナ・ウィリアムズ                 | 1-6, 7-5, 3-6       |
| 優勝   | 6.  | 2008年5月18日  | ローマ               | クレー            | アリーゼ・コルネ                       | 6-2, 6-2            |
| 準優勝 | 10. | 2008年9月7日   | 全米オープン         | ハード            | セリーナ・ウィリアムズ                 | 4-6, 5-7            |
| 優勝   | 7.  | 2008年9月28日  | 北京                 | ハード            | スベトラーナ・クズネツォワ             | 6-3, 6-2            |
| 優勝   | 8.  | 2008年10月5日  | シュトゥットガルト   | ハード (室内)     | ナディア・ペトロワ                     | 6-4, 6-3            |
| 優勝   | 9.  | 2008年10月12日 | モスクワ             | カーペット (室内) | ベラ・ズボナレワ                       | 6-2, 6-4            |
| 優勝   | 10. | 2009年4月12日  | マルベーリャ         | クレー            | カルラ・スアレス・ナバロ               | 6-3, 3-6, 6-3       |
| 優勝   | 11. | 2009年8月16日  | シンシナティ         | ハード            | ディナラ・サフィナ                     | 6-4, 6-2            |
| 準優勝 | 11. | 2009年10月3日  | 東京                 | ハード            | マリア・シャラポワ                     | 2-5, 途中棄権       |
| 優勝   | 12. | 2010年3月21日  | インディアンウェルズ | ハード            | キャロライン・ウォズニアッキ           | 6-2, 6-4            |
| 準優勝 | 12. | 2010年5月8日   | ローマ               | クレー            | マリア・ホセ・マルティネス・サンチェス | 6-7(5-7), 5-7       |
| 準優勝 | 13. | 2011年3月6日   | モンテレイ           | ハード            | アナスタシア・パブリュチェンコワ       | 6-2, 2-6, 3-6       |
| 準優勝 | 14. | 2011年8月22日  | シンシナティ         | ハード            | マリア・シャラポワ                     | 6-4, 6-7(7-9), 3-6  |
| 準優勝 | 15. | 2012年6月18日  | バーミンガム         | 芝                | メラニー・ウダン                       | 4-6, 2-6            |
| 準優勝 | 16. | 2012年8月24日  | ダラス               | ハード            | ロベルタ・ビンチ                       | 5-7, 3-6            |
| 優勝   | 13. | 2013年2月24日  | ボゴタ               | クレー            | パウラ・オルマエチェア                 | 6-1, 6-2            |
| 準優勝 | 17. | 2013年4月7日   | チャールストン       | クレー            | セリーナ・ウィリアムズ                 | 6-3, 0-6, 2-6       |
| 準優勝 | 18. | 2013年10月6日  | 北京                 | ハード            | セリーナ・ウィリアムズ                 | 2-6, 2-6            |
| 準優勝 | 19. | 2014年4月13日  | ボゴタ               | クレー            | キャロリン・ガルシア                   | 3-6, 4-6            |
| 準優勝 | 20. | 2015年3月22日  | インディアンウェルズ | ハード            | シモナ・ハレプ                         | 6-2, 5-7, 4-6       |
| 優勝   | 14. | 2015年9月26日  | 広州                 | ハード            | デニサ・アレルトバ                     | 6-2, 6-0            |
| 優勝   | 15. | 2015年10月18日 | 香港                 | ハード            | アンゲリク・ケルバー                   | 3-6, 7-6(7-4), 6-1  |
| 準優勝 | 21. | 2016年9月24日  | 広州                 | ハード            | レシア・ツレンコ                       | 4-6, 6-3, 4-6       |

### ダブルス: 5回 (2勝3敗)
| 結果   | No. | 決勝日        | 大会               | サーフェス | パートナー                       | 対戦相手                                        | スコア           |
| ------ | --- | ------------- | ------------------ | ---------- | -------------------------------- | ----------------------------------------------- | ---------------- |
| 優勝   | 1.  | 2006年6月18日 | バーミンガム       | 芝         | 李娜                             | ジル・クレイバス リーゼル・フーバー             | 6-2, 6:4         |
| 優勝   | 2.  | 2013年8月11日 | トロント           | ハード     | カタリナ・スレボトニク           | アンナ＝レナ・グローネフェルト クベタ・ペシュケ | 5-7, 6-2, [10-6] |
| 準優勝 | 1.  | 2015年6月14日 | スヘルトーヘンボス | 芝         | アナスタシア・パブリュチェンコワ | アシァ・モハメド ラウラ・シグムント             | 3-6, 5-7         |
| 準優勝 | 2.  | 2015年7月26日 | イスタンブール     | ハード     | カグラ・ブユカケイ               | ダリア・ガブリロワ エリナ・スビトリナ           | 7-5, 1-6, [4-10] |
| 準優勝 | 3.  | 2017年6月25日 | マヨルカ           | 芝         | アナスタシヤ・セバストワ         | マルチナ・ヒンギス 詹詠然                       | 不戦敗           |

## 4大大会シングルス成績
略語の説明
| W | F | SF | QF | #R | RR | Q# | LQ | A | Z# | PO | G | S | B | NMS | P | NH |

W=優勝, F=準優勝, SF=ベスト4, QF=ベスト8, #R=#回戦敗退, RR=ラウンドロビン敗退, Q#=予選#回戦敗退, LQ=予選敗退, A=大会不参加, Z#=デビスカップ/BJKカップ地域ゾーン, PO=デビスカップ/BJKカッププレーオフ, G=オリンピック金メダル, S=オリンピック銀メダル, B=オリンピック銅メダル, NMS=マスターズシリーズから降格, P=開催延期, NH=開催なし.
| 大会           | 2002 | 2003 | 2004 | 2005 | 2006 | 2007 | 2008 | 2009 | 2010 | 2011 | 2012 | 2013 | 2014 | 2015 | 2016 | 2017 | 通算成績 |
| -------------- | ---- | ---- | ---- | ---- | ---- | ---- | ---- | ---- | ---- | ---- | ---- | ---- | ---- | ---- | ---- | ---- | -------- |
| 全豪オープン   | A    | 2R   | 2R   | 2R   | 2R   | 4R   | SF   | 4R   | 3R   | 2R   | 4R   | 3R   | 4R   | 1R   | 2R   | 3R   | 29–15    |
| 全仏オープン   | A    | LQ   | 1R   | 1R   | 3R   | SF   | SF   | 4R   | SF   | 4R   | 2R   | QF   | 4R   | 1R   | 1R   | 1R   | 31–14    |
| ウィンブルドン | A    | LQ   | 1R   | 3R   | 4R   | 4R   | 4R   | 3R   | 4R   | 1R   | 1R   | 2R   | 1R   | 4R   | 2R   | 1R   | 21–14    |
| 全米オープン   | LQ   | LQ   | 2R   | 3R   | SF   | QF   | F    | 2R   | 3R   | 3R   | 3R   | 4R   | 4R   | 1R   | 2R   | 1R   | 32–14    |